# Карабазовка (Зеньковский район)
Карабазовка (укр. Карабазівка) — село,
Опошнянский поселковый совет,
Зеньковский район,
Полтавская область,
Украина.
Код КОАТУУ — 5321355404. Население по переписи 2001 года составляло 163 человека.

## Географическое положение
Село Карабазовка находится на правом берегу реки Ворскла,
выше по течению на расстоянии в 2 км расположено село Миськи Млыны,
на противоположном берегу — село Лихачовка (Котелевский район).
Река в этом месте извилистая, образует лиманы, старицы и заболоченные озёра.
К селу примыкают лесные массивы (дуб, вяз).
Рядом проходит автомобильная дорога Н-12 и Т-1701. Рядом добывают газ

## История
Была приписаны к Василиевской церкви в Миських Млинах не позднее 1794 года.
Есть на карте 1869 года как Лукашевка

## Экономика
- Птице-товарная ферма.